# シフトワークス
シフトワークスとは、HRソリューションズが運営するアルバイト・パート求人情報サイトである。実際のサイト運営は株式会社インディバルが行っている。

## 基本情報
すでに先発でインディバルにより運営されていた、短期・単発アルバイト情報サイト「ショットワークス」（2023年現在はツナググループHC運営）の姉妹サイトとして、2008年10月1日にカットオーバーされた（モバイル版は同年9月1日より開設）。
かつてはYahoo!JAPAN直下のサービスとして展開され、Yahoo!リクナビ（2012年12月サービス終了）では、同じくアルバイト情報サイト「フロム・エー・ナビ」などと並んで紹介されていた。2013年当時は、Yahoo!リクナビの終了に伴い新たに設けられた「インディバル求人」の中の1サイトとなっていた。

## サイトの特徴
「ワガママなアルバイト探し」をコンセプトに、自分の希望する曜日や時間からアルバイト情報を検索できる「シフト検索機能」を導入している。
検索を行うと、希望シフトとのマッチング率が高い順に表示される仕組みになっている。
また、会員登録の必要はなく、スマホ・モバイルでの応募も可能である。
なお、携帯電話を持っていない場合は、応募できない。

## 「ミス・シフトワークス」
シフトワークス上で行われていたミス・コンテスト企画。各大学のミスキャンパスコンテストの出場者の中から5名が選出される。
サイト内企画「月刊ミス・シフトワークス」では、ミスによる「アルバイトお悩み相談室」や「制服図鑑」などが催されている。